# Erie (pleme)
Erie ali Eriehonon so bili skupina severnoameriških indijanskih plemen, ki so pripadala iroquois  jezikovni družini. Okoli leta 1630 so naseljevali območje na južni obali Eriejskega jezera, ki se je raztezalo med današnjima mestoma Buffalo v ameriški zvezni državi New York in Cleveland v Ohiu ter južno do območja Pittsburgha v Pensilvaniji. Zaradi zgodnjega uničenja etnične skupine in pomanjkanja stikov z Evropejci skorajda ni zapisov. Znanje o tem ljudstvu je zato izjemno pomanjkljivo. Okoli leta 1680 so Erie izgubili svojo identiteto kot ločena plemenska skupina.

## Ime
Njihovo ime je razloženo kot kratka oblika irokeške besede Ee-ree-a-gee ali tudi Eriehonon, kar pomeni „dolg rep“. Izdelovali so odeje iz kož rakunov, ki so bile obrobljene z repi živali, od tod ime. Francozi so besedo napačno povezali s pumami,  zato so jih Francozi imenovali Nation du Chat (sl. Narod mačke).
Druga različica pravi, da ne gre za prevajalsko napako Francozov. Ti so rakuna imenovali chat sauvage (sl. „divja mačka“), tako da je asociacija s pumo zelo malo verjetna.

## Lokacija
Južna obala Eriejskega jezera, ki se začne blizu Buffala v New Yorku in se nato razteza zahodno do okolice Sanduskyja v Ohiu. Njihova domovina se je morda raztezala tudi daleč v notranjost in je vključevala velike dele zgornje doline reke Ohio ter njenih pritokov v severnem Ohiu, zahodni Pensilvaniji in Zahodni Virginiji.

## Lokalne skupine ali plemena
Med Indijanci Erie, ki so verjetno imeli istoimenske vasi, je znanih le pet plemenskih imen, vendar je bilo število precej večje, saj so Irokezi 1650 uničili 19 vasi plemena Gentaguetehronnon v Ohiu.
- Gentaguetehronnon (Kentaientonga, Gentaguehronon, Gentaguetehronnon, Gentaienton)
- Honniasont (Black Minqua, Honniasontkeronon, Oniassontke),
- Riquehronnon (Rigué, Arrigahaga, Rigueronnon, Rique, Riqué).
- Atrakwaeronon
- Takoulguehronnon, morda identično plemenu Atrakwaeronon.[3]

## Demografija
Število prebivalcev Erie je v veliki meri neznano. Očitno je prišlo le do enega stika med Francozi in Erie, vendar ni bilo poročil o številu vasi, obsegu plemenskega ozemlja ali populaciji. Ocene števila prebivalcev se gibljejo med 4.000 in 15.000 pripadniki plemena. Odpornost Erie proti Irokeški ligi kaže na število, ki ni manjše od 10.000. Okoli leta 1653 je prišlo do nenadnega povečanja prebivalstva, verjetno kot posledica sprejema beguncev Wyandot in Neutral, ki so bili v tistem času izpostavljeni hudim napadom Irokeške lige. Po izkopavanjih so bile vasi Erie večinoma v obalni ravnini ob Eriejskem jezeru in na robu planote Alleghany.

## Zgodovina
Leta 1615 je Étienne Brulé srečal skupino Eriejev blizu Niagarskih slapov. Kolikor je znano, je bilo to njihovo edino srečanje z Evropejci. Takrat so bili Erieji člani trojnega zavezništva (Neutrali in Wenro) proti Irokezom. Čeprav ni z gotovostjo znano, je povsem možno, da so bili nekateri Erieji zavezniki Susquehannockov in so podpirali njihove vojne z Irokezi. V vsakem primeru so Erieji pogosto trgovali s Susquehannocki in od njih že zgodaj prejeli evropsko blago. Zdi se tudi, da so bili Susquehannocki zelo previdni, da Erieji niso dobili nobenega strelnega orožja in le omejeno količino kovinskega orožja. Trgovci Huron in Neutrali so očitno sprejeli podobne previdnostne ukrepe.
Erieji so za to trgovino potrebovali bobra in so verjetno posegali na ozemlja drugih plemen, da bi ga dobili. Posledica je bila vojna z neznanim algonkinskim sovražnikom leta 1635, ki je Erieje prisilila, da so zapustili nekatere svoje zahodne vasi. Leta 1639 so Erieji in Neutrali umaknili svojo zaščito Wenrojem in jih prepustili samim sebi. Irokezi so napadli in Wenroji so bili hitro poraženi. Večina jih je pobegnila k Huronom in Neutralom, čeprav je ena skupina Wenrojev ostala vzhodno od reke Niagara in se upirala do leta 1643. Zavezništvo med Erieji in Neutrali se je nadaljevalo do leta 1648, ko se je končalo, potem ko Erieji niso podprli Neutralov med kratko vojno z Irokezi. Neuspeh tega zavezništva se je zgodil ravno takrat, ko je vojna med Konfederacijo Huroni in Ligo Irokezov dosegala svojo zadnjo fazo in njen čas ne bi mogel biti slabši. Huronia je bila preplavljena pozimi 1648-49; Tionontati (Petun) so doživeli enako usodo pozneje istega leta in leta 1650 so se Irokezi obrnili proti Neutralom. Poraženi do leta 1651, so številni Neutrali in Huroni (nekaj tisoč) pobegnili in se zatekli k Eriejem. Erieji so sprejeli te begunce, vendar z njimi niso ravnali dobro. Očitno so še vedno obstajale zamere zaradi razpada preteklega zavezništva. Dovoljeno jim je bilo ostati v vaseh Eriejev, vendar le v podrejenem položaju.
Medtem je Liga Irokezov zahtevala, da Erieji predajo begunce, vendar so Erieji z na stotine novih bojevnikov to zavrnili. Spor je tlel dve leti napete diplomacije. Zahodni Irokezi (Seneca, Cayuga in Onondaga) so še naprej gledali na begunce kot na grožnjo in niso bili pripravljeni opustiti zadeve. Erieji so bili prav tako odločeni, da se ne bodo pustili ustrahovati z grožnjami Irokezov. Njihov položaj pa je postajal negotov, saj sta Mohawk in Oneida leta 1651 začela dolgo vojno proti Susquehannockom (Pensilvanija), s čimer sta Erieje izolirala od njihovega edinega možnega zaveznika. Nasilje se je stopnjevalo in napad Eriejev na ozemlje Senecov je leta 1653 ubil seneškega poglavarja Annencraosa. V poskusu, da bi se izognili odprti vojni, sta se obe strani dogovorili za mirovno konferenco. Vendar pa je med burnim prepiranjem eden od bojevnikov Eriejev ubil Onondago. Razjarjeni Irokezi so pobili vseh 30 predstavnikov Eriejev in potem je bil mir nemogoč. Čeprav so imeli prednost strelnega orožja, so Irokezi Erieje šteli za nevarne nasprotnike, zato so se preventivno najprej pomirili s Francozi, preden so začeli vojno. Ker so bili njihovi domorodni zavezniki in trgovinski partnerji bodisi mrtvi bodisi razkropljeni s strani Irokezov, Francozi niso potrebovali veliko spodbude za podpis.
Zagotovljeni, da Francozi ne bodo posredovali, so zahodni Irokezi leta 1654 napadli in uničili dve utrjeni vasi Eriejev. Vendar pa so Erieji med temi bitkami Irokezom povzročili velike izgube. Seneca, Cayuga in Onondaga so potrebovali do leta 1656, preden so bili Erieji poraženi. Mnogi preživeli so bili vključeni v pleme Seneca, da bi nadomestili njihove izgube v vojni in Erieji so prenehali obstajati kot ločeno pleme. Erieji pa takrat niso povsem izginili. Francoski kartografi so v naslednjih 50 letih še naprej postavljali Nation du Chat na svoje zemljevide kot zasedbo velikega območja južno in zahodno od Irokezov. Žal noben Evropejec ni raziskoval doline Ohia do leta 1670 in niso našli nobenih Eriejev (ali kogarkoli drugega, kar se tega tiče). Nekateri Erieji, Neutrali, Tionontati in Huroni so pobegnili (Wyandoti so najboljši primer). Večina teh je bila majhnih skupin, vendar so bile nekatere morda precej velike. Irokezi so potrebovali mnogo let, da so izsledili te ljudi in zadnja skupina Eriejev (južna Pensilvanija) se ni predala Irokezom do leta 1680. Kje so se skrivali v vmesnih 24 letih, je skrivnost.
Leta 1656 je neznano pleme, ki je bežalo pred Irokezi, vstopilo v Virginia Piedmont in se naselilo blizu slapov reke James (Richmond, Virginija). Zgradili so veliko, utrjeno vas in terorizirali lokalna plemena Powhatan, ki so jih imenovala Ricahecrian. Združena angleška in powhatanska vojska je šla izgnati te vsiljivce, vendar je bila močno poražena. Vendar pa so kmalu po tej bitki Ricahecrian zapustili svojo vas in izginili. Ricahecrian je virginska algonkinska beseda, ki naj bi pomenila "izza gora". Powhatani so očitno verjeli, da so ti novi sovražniki prišli zahodno od Apalačev. Morda so bili pleme Siouan ali morda Cherokee, vendar so ti bili oboji znani Powhatanom. Shawnee so še ena možnost, vendar glede na datum, ki sovpada s koncem vojne Erie-Irokezi, je zelo možno, da so bili Erieji. Kam so Ricahecrian odšli potem? Brez odgovorov ostajajo samo možnosti. Morda so se preselili na jug in se naselili med Meherrin in Tuscarora, ki so govorili irokeško. Morda so nadaljevali v Južno Karolino, kjer so bili v 1670-ih morda Westo, še eno skrivnostno pleme. Malo je znanega o Westo, razen da so živeli v veliki, utrjeni vasi in so bili tuji obalnemu območju Karoline. Prebivalci plemen Siouan so se jih zelo bali, Angležem pa so povedali, da so Westo kanibali. Kolonisti so sčasoma oborožili Shawnee (še en nov prihod pregnanega plemena), ki so jih uničili leta 1680.
Seveda bi lahko prav tako zlahka odšli na sever ali pa Ricahecrian sploh niso bili Erieji. Poleg končne predaje Eriejev leta 1680 se je po letu 1656 zgodila le še ena prepoznavna omemba. Leta 1662 so Susquehannocki Nizozemcem povedali, da pričakujejo 800 bojevnikov Honniasont, da se jim pridružijo v njihovi vojni z Irokezi. Honniasont je irokeška beseda, ki pomeni "nositi nekaj okoli vratu" in se nanaša na navado Črnih Mingua, da nosijo črno značko na prsih. Honniasont (Črni Mingua) naj bi bili del Eriejev, ki so živeli okoli zgornjega toka reke Ohio v zahodni Pensilvaniji. 800 bojevnikov bi zahtevalo populacijo več kot 3.000 in je morda bilo pretiravanje (Susquehannock ali Nizozemci). Vendar pa to kaže, da je bila leta 1662 še vedno velika skupina svobodnih Erijev, vendar so do leta 1679 izginili. Mnogi potomci Eriejev, ki so jih posvojili Seneca, so začeli zapuščati domovino Irokezov v 1720-ih in se vrnili v Ohio. Znani kot Mingo (Ohio Irokezi), so bili v 1840-ih preseljeni na indijansko ozemlje. Zelo verjetno je, da imajo mnogi Seneca v Oklahomi danes prednike Eriejev.

## Etnografija
Arheološki artefakti kažejo, da sta se materialna kultura in vzorci poselitve Erie v mnogih podrobnostih podobali tistim pri Wyandotih in Irokezih. Wyandoti in Irokeška liga so bile konfederacije ali zavezništva, sestavljena iz več posameznih plemen. V prvi polovici 17. stoletja je vsako pleme sestavljalo več glavnih vasi, ki so se glede na velikost sčasoma lahko delile ali združevale. Verjetno je, da so imeli Erie podoben vzorec poselitve. Erie so sestavljale skupine plemen, ki so verjetno tvorile zavezništvo, pri čemer je vsako pleme naseljevalo eno do tri vasi, zaščitene s palisadami. Ime vasi so Francozi in verjetno tudi Wyandoti zmotno obravnavali kot ime plemena. Veliko bolj verjetno se je ime nanašalo na lokalno značilnost, saj se je ob selitvi vasi na drugo lokacijo spremenilo tudi njeno ime.
Rigué je bilo ime vasi Erie okoli leta 1655, prebivalci pa so se imenovali Rigueronnon ali Riquehronnon, kot izhaja iz poročil francoskih jezuitov. Časovno obdobje med prvo in zadnjo omembo je 25 let in očitno ne ustreza časovnemu obdobju, v katerem je bila vas na istem mestu. Zato je mogoče domnevati, da sta bila Rigué in Riquehronnon v tistem času edina znana imena za vas oziroma pleme in so ju Francozi poleg Erie in Chat uporabljali za celotno plemensko skupino.
Gentaienton je bila vas Erie, katere ime je bilo omenjeno šele leta 1679, torej dolgo po njenem uničenju okoli leta 1655 ali 1656. Prebivalci so se imenovali Gentaguetehronnon ali Gentagega. Tretja vas je verjetno nosila ime Kakouagoga in so jo naseljevali Kahkwa.
Erie so se ukvarjali s kmetijstvom. Bili so v stalnih bojih z Irokeško zvezo, ki so jih spoštljivo imenovali veliki bojevniki. Od njih izvira poročilo, da so Erie v vojni uporabljali zastrupljene puščice. Ta značilnost ne velja za nobeno drugo pleme v Severni Ameriki in jo je zato treba obravnavati z določeno previdnostjo.